# Kurt Fiedler (Bauingenieur)
Kurt Fiedler (* 9. Februar 1933 in Theresienstadt; † 13. Januar 2021 in Brandis) war ein deutscher Bauingenieur und Professor für Bautechnologie sowie Rektor der Bauhochschule Leipzig und Gründungsrektor der Technischen Hochschule Leipzig.

## Werdegang
Kurt Fiedler wurde 1933 in Theresienstadt (heute Terezin in Nordböhmen / Tschechien) geboren. Er studierte an der Technischen Hochschule Dresden (THD) von 1951 bis 1957 Bauingenieurwesen und schloss sein Studium auf dem Gebiet der Technologie von Bauprozessen mit einer Diplomarbeit als Diplomingenieur (Dipl.-Ing.) für Bauwesen ab.
Er promovierte 1963 zum Doktor-Ingenieur (Dr.-Ing.) mit einer Dissertation zu technologischen Fragen bei der Anwendung von Spannbetonhohlplatten.
Kurt Fiedler wurde 1967 als Dozent für das Fachgebiet Bauprozesse am Institut für Technologie der Bauproduktion und 1969 zum ordentlichen Professor für Bautechnologie an der Hochschule für Bauwesen (HfB) Leipzig berufen; die HfB war eine Neugründung aus dem Jahre 1954.

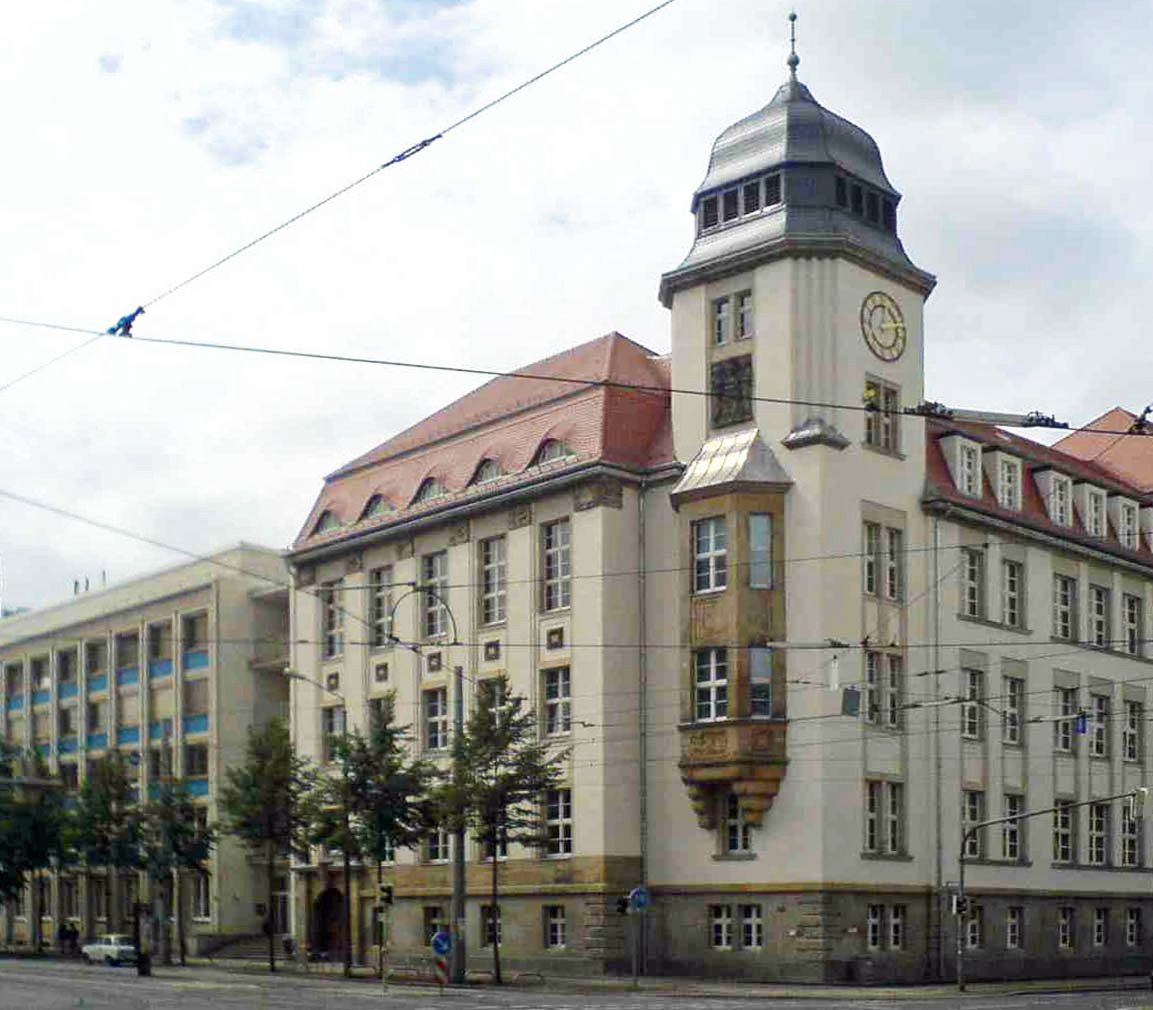
Leipzig, Karl-Liebknecht-Straße 132, ehemaliger Hauptsitz der Hochschule für Bauwesen, dann der TH Leipzig, heute HTWK-Hauptgebäude und Amtssitz des Rektors (Geutebrückbau)

## Wirken als Rektor und Dekan
Im Jahre 1970 wurde Kurt Fiedler im Lebensalter von 37 Jahren zum Rektor der Hochschule für Bauwesen Leipzig gewählt und bestellt; dieses Amt übte er 7 Jahre lang aus. 1971 folgte seine Berufung zum korrespondierenden Mitglied der Deutschen Bauakademie zu Berlin. Ab 1975 gehörte Fiedler dem Wissenschaftlichen Rat der Bauakademie an und damit der zentralen wissenschaftlichen Einrichtung für Architektur und Bauwesen in der DDR, die dem Ministerium für Bauwesen unterstand.
Mit Übernahme seines Rektorats an der HfB begann er zugleich, strategische Überlegungen zu entwickeln, die auf die Bildung einer Technischen Hochschule in Leipzig gerichtet waren. Gemeinsam mit dem Rektor Detlev Schmidt der 1969 gegründeten Ingenieurhochschule Leipzig (IHL) bereitete er langfristig diese Zielstellung vor. Der inhaltliche Grundgedanke einer solchen Hochschulgründung war die Schaffung einer akademischen Lehr- und Forschungseinrichtung für industrielle Technologien, um die Defizite auf diesem Gebiet in der DDR auszugleichen (Fiedler hatte bereits einen Lehrstuhl für Bautechnologie!). Parallel zum Ausbau der Bautechnologie sollten die Technologie des Automatisierungsanlagenbaus und die Technologie des Elektroenergieanlagenbaus verstärkt weiterentwickelt werden. Hierbei wurde das Bauingenieurwesen als eine Art 'zentraler Wissenschaft' verstanden, die das Elektroingenieurwesen und das Maschineningenieurwesen auf der Plattform Technologie integriert.
Im Jahre 1976 erfolgte zunächst seine Habilitation (Promotion B) zum Thema Theorie der Bauprozesse, verbunden mit der Verleihung des akademischen Grades Doctor scientiae technicarum (Dr. sc. techn., später umgewandelt in: Dr.-Ing. habil.).
Im Februar 1976 war durch das Präsidium des Ministerrats der DDR beschlossen worden, ab 1977 die Technische Hochschule Leipzig zu gründen, was mit Wirkung vom 1. Januar 1977 auch erfolgte. Die Technische Hochschule Leipzig (THL) wurde durch Zusammenführung von zwei Hochschulen gebildet: Hochschule für Bauwesen (HfB) Leipzig (Rektor seit 1970: Kurt Fiedler) und Ingenieurhochschule Leipzig (IHL) (Rektor seit 1969: Detlev Schmidt). Im Gründungsjahr 1977 der THL umfasste der gesamte Personalbestand zunächst etwas über 1000 Mitarbeiter, davon 40 ordentliche Professoren (Lehrstühle), 68 Hochschuldozenten, 400 wissenschaftliche Mitarbeiter sowie 500 Arbeiter und Angestellte. In den folgenden 10 Jahren erhöhte sich der Personalbestand um mehr als 25 % und erreichte über 1.250 Beschäftigte.
Kurt Fiedler wurde zum 1. Oktober 1977 als Gründungsrektor der Technischen Hochschule Leipzig (THL) vom Minister für Hoch- und Fachschulwesen (MHF) der DDR Hans-Joachim Böhme bestätigt und eingesetzt; er unterstand, wie alle Rektoren der zentral geleiteten staatlichen Universitäten / Hochschulen in der DDR, direkt diesem Minister in Berlin. Fiedler war damals 44 Jahre alt und übte diese Funktion bis 1980 aus. Gleichzeitig wurde er 1977 als ordentlicher Professor auf den Lehrstuhl für Theorie der Bauprozesse an der Sektion Technologie der Bauproduktion der THL berufen (damaliger Sektionsdirektor: Gunter Arnold).
Detlev Schmidt wurde als Gründungs-Prorektor für Wissenschaftsentwicklung und Forschung der neuen Technischen Hochschule eingesetzt, er übte diese Funktion jedoch nicht sehr lange aus und wechselte an die Ingenieurhochschule nach Wismar; sein Nachfolger in dieser Funktion wurde ab 1978 Wolfgang Altner.
Der unmittelbare Nachfolger von Kurt Fiedler im Rektorenamt war seit 1980 Wolfgang Altner, danach ab 1989 Dietrich Balzer und ab 1990 Rolf Thiele.
Kurt Fiedler wurde 1981 Dekan der Fakultät Technik- und Naturwissenschaften, ihm folgte in dieser Funktion ab 1985 Hans-Günter Woschni.
Fiedler wurde 1985 zum Vorsitzenden des Wissenschaftlichen Beirates für Bauingenieurwesen und Architektur beim Ministerium für Hoch- und Fachschulwesen der DDR berufen. In dieser Funktion konnte er maßgebend an der Gestaltung der Studienpläne für alle sieben Hochschulen mitwirken, an denen in der DDR Bauingenieure und Architekten ausgebildet wurden.
1989 wurde Fiedler zum Vice Chairman der Arbeitskommission Baumanagement der Internationalen Vereinigung für Brücken- und Hochbau (International Association for Bridge and Structural Engineering) gewählt.

## Tätigkeit in der freien Wirtschaft
Nach der deutschen Wiedervereinigung am 3. Oktober 1990 wechselte die Bildungshoheit in die Verantwortung der fünf neuen Bundesländer. Daher musste das neue Bundesland Sachsen insgesamt acht Technische Hochschulen finanzieren. Das Sächsische Staatsministerium für Wissenschaft und Kunst (SMWK) folgte hierzu den Empfehlungen des Wissenschaftsrats: gebildet wurden die TU Dresden, die TU Chemnitz sowie die TU Bergakademie Freiberg, gleichzeitig wurden fünf Technische Hochschulen geschlossen: HfV Dresden, TH Leipzig, IH Mittweida, TH Zittau, TH Zwickau. An ihrer Stelle wurden weniger personal- und kostenintensive Fachhochschulen neu gegründet.
Es wurde entschieden, die THL abzuwickeln, sodass sie zum Jahresende 1996 ohne juristische Nachfolge geschlossen wurde. Mit den Gebäuden und aus dem Sachbestand der THL – jedoch nur teilweise aus dem Personal – wurde am 15. Juli 1992 die Hochschule für Technik, Wirtschaft und Kultur Leipzig (HTWK) als juristisch eigenständige Institution neu gegründet (Gründungsrektor: Klaus Steinbock). Die Hochschule für Bauwesen (HfB) und die Technische Hochschule Leipzig (THL), an denen Kurt Fiedler jeweils Rektor war, sind also fachliche Vorgängereinrichtungen der heutigen HTWK Leipzig.
Kurt Fiedler wurde im Juni 1992 im Rahmen des neuen sächsischen Landeshochschulgesetzes emeritiert. Er wechselte in die Bauwirtschaft und gründete hier sein eigenes Ingenieurbüro. Dessen Aufbau und Führung wurde erleichtert durch die damals entstehende Hochkonjunktur auf dem Gebiet Bauwesen in den neuen Bundesländern. Diese Tätigkeit übte er ingenieurtechnisch und wirtschaftlich erfolgreich bis zu seinem Eintritt in den Ruhestand aus.
Fiedler wirkte und lebte mit seiner Familie überwiegend in Leipzig sowie in Brandis bei Leipzig.

## Auszeichnungen (Auswahl)
- 1981: Vaterländischer Verdienstorden in Bronze
- 1988: Verdienter Hochschullehrer der DDR.

## Veröffentlichungen (Auswahl)
Fiedler ist Autor bzw. Mitautor von Lehrbüchern, Monografien, zahlreichen Fachartikeln sowie diversen Vorträgen auf nationalen und internationalen Tagungen und Kongressen.
- Nikolaj N. Danilow; mit Schlussbeitrag von Kurt Fiedler: Mechanisierte Herstellung von Beton- und Stahlbetonfertigteilen. Verlag für Bauwesen, Berlin 1962.
- Ministerium für Bauwesen und Deutsche Bauakademie (Hrsg.), Kurt Fiedler: Elektrothermisches Vorspannverfahren.  Verlag für Bauwesen, Berlin 1963.
- Rudolf Schüttauf, Kurt Fiedler, Otto Heinz Ledderboge: Wissenschaft Bautechnologie – Materialien der KDT-Fachtagung Stellung der Technologie im Bauwesen und ihre Aufgaben. Fachtagung in Halle (Saale), November 1974. Bearb.: Bauakademie der DDR, Institut für Technologie und Mechanisierung. Berlin. Bauinformation DDR 1975.
- Grundlagen der Bautechnologie. Verlag für Bauwesen, Berlin 1975, 255 Seiten, 2. Auflage 1977.
- Kurt Fiedler, Wolfgang Henschel (Hrsg.), Gunther Arnold: Industrielle Vorfertigung von Metallbaukonstruktionen und leichten mehrschichtigen Bauelementen. Verlag für Bauwesen, Berlin 1978, 119 Seiten.
- Kurt Fiedler, Wolfgang Henschel (Hrsg.), Werner Knaupe: Tiefbauprozesse.  2. Auflage. Verlag für Bauwesen, Berlin 1981, 286 Seiten, 3. Auflage 1990.
- Kurt Fiedler, Wolfgang Henschel (Hrsg.), Wolfgang Henschel und Autorenkollektiv: Technologie der Bau- und Ausrüstungsmontage. Verlag für Bauwesen, Berlin 1981, 256 Seiten.
- Kurt Fiedler, Friedel Peldschus, Edmundas Zavadskas: Methoden der bautechnologischen Entscheidung. Kolloquium am 12. September 1986 in Leipzig. Wissenschaftliche Berichte der Technischen Hochschule Leipzig 1986, H. 17. Verlag Rektor der Technischen Hochschule Leipzig 1986, 56 Seiten.
- Kurt Fiedler (Leitung des Kolloquiums): Entscheidungen in der Bautechnologie. Kolloquium am 13. September 1989 in Leipzig. Organisiert vom Lehrstuhl Grundlagen der Bautechnologie, Sektion Bauingenieurwesen der TH Leipzig gemeinsam mit dem Lehrstuhl Technologie der Bauproduktion des Instituts Vilnius. Wissenschaftliche Berichte der Technischen Hochschule Leipzig 1990, H. 6. Verlag Rektor der Technischen Hochschule Leipzig 1990, 71 Seiten.